# Marszałek Federacji Rosyjskiej
Marszałek Federacji Rosyjskiej (ros. Маршал Российской Федерации) – najwyższa ranga wojskowa Sił Zbrojnych Federacji Rosyjskiej. Ponieważ siły zbrojne Rosji uchodzą w dużym stopniu za bezpośredniego sukcesora Armii Radzieckiej, przeto stopień ten uważany jest za następcę rangi marszałka Związku Radzieckiego.
Niższą rangą, a zatem najwyższą generalską, jest we wszystkich rodzajach broni generał armii (poza marynarką wojenną, gdzie jest nim admirał floty).
W armii rosyjskiej był dotąd tylko jeden marszałek, Igor Siergiejew (zm. 10 listopada 2006), były minister obrony, awansowany ze stopnia generała armii Sił Kosmicznych (odpowiedzialnego za operacje w przestrzeni kosmicznej i obronę antyrakietową, na prawach samodzielnego rodzaju sił zbrojnych).

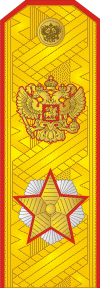
Reprezentacyjny naramiennik
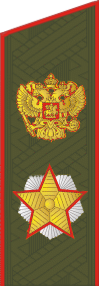
Naramiennik munduru wyjściowego
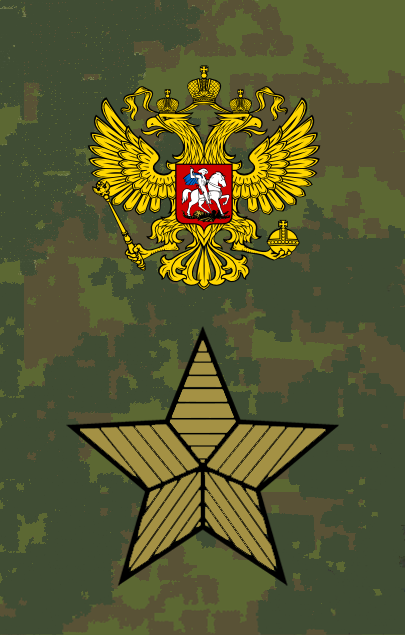
Naramiennik munduru polowego
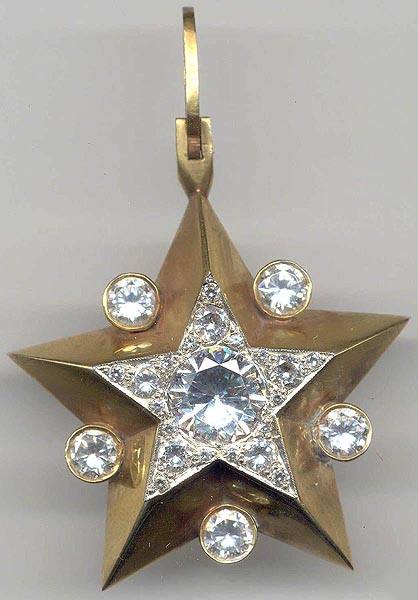
Gwiazda Marszałkowska
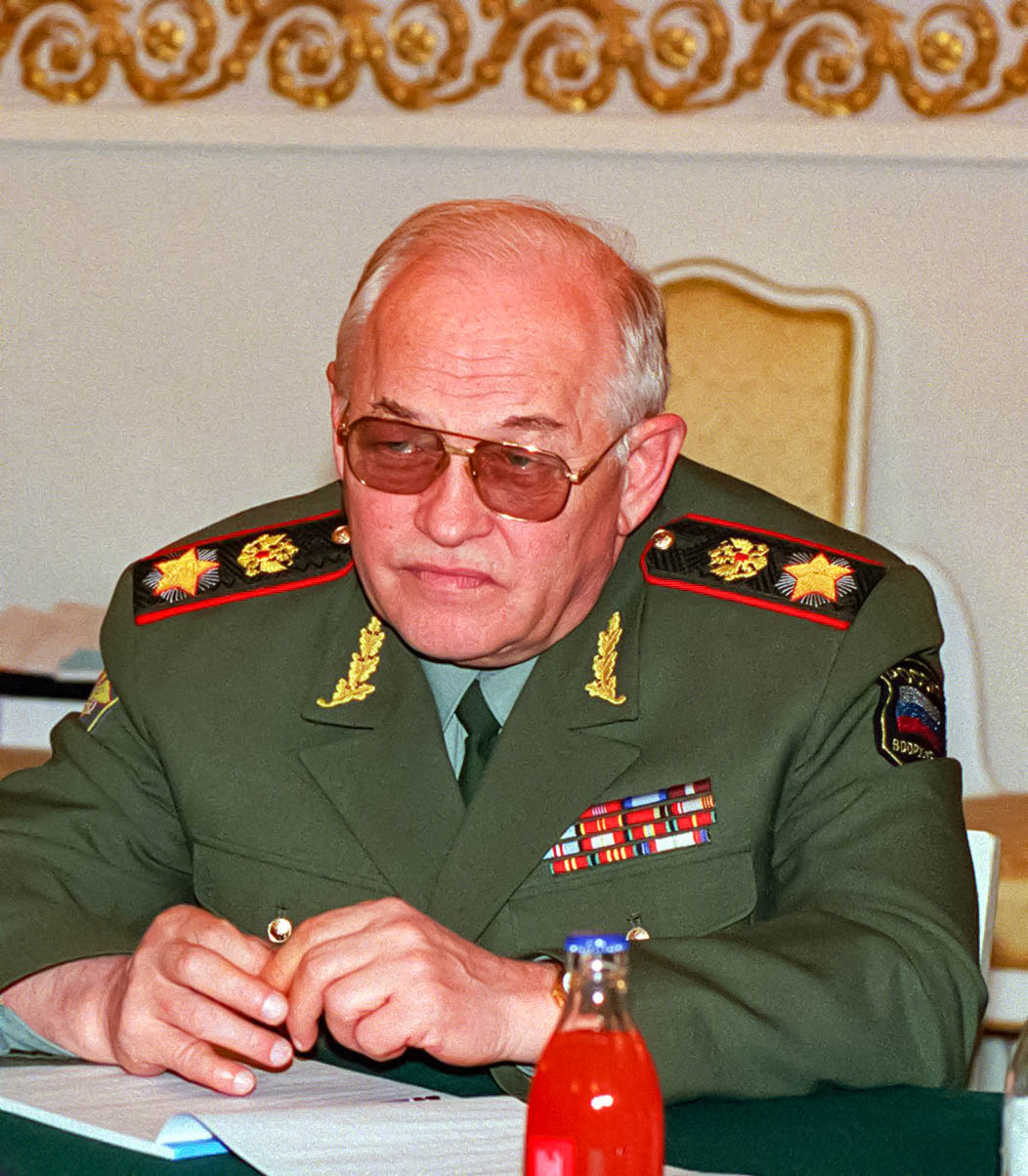
Marszałek Igor Siergiejew w mundurze wyjściowym